# Jahrbuch für Landeskunde von Niederösterreich
Das Jahrbuch für Landeskunde von Niederösterreich wird vom Verein für Landeskunde von Niederösterreich herausgegeben, der 1864 als eine der ältesten wissenschaftlichen Gesellschaften Österreichs gegründet wurde. Der Verein beschäftigt sich in enger Zusammenarbeit mit den Kultureinrichtungen des Landes Niederösterreich mit allen Bereichen landeskundlicher Forschung.
Der erste Versuch zur Publikation eines Jahrbuches erfolgte in den Jahren 1867 (Band I) und 1868/69 (Band II), war aber nicht von dauerhaftem Erfolg gekrönt. Der Verein beschränkte sich auf die Veröffentlichung der „Blätter des Vereines für Landeskunde von Niederösterreich“, die bis 1901 geführt wurden. Im Jahr 1902 kam es zu einer dauerhaften Teilung der Publikationen:
- Das „Jahrbuch für Landeskunde von Niederösterreich“ mit der Zusatzbezeichnung „Neue Folge“ war größeren Fachaufsätzen vorbehalten.
- Das „Monatsblatt des Vereines für Landeskunde von Niederösterreich“ war für kleinere Mitteilungen wie etwa Rezensionen und Vereinsnachrichten gedacht.

Im Jahr 2019 wurde der 85. Band des Jahrbuches herausgegeben.